# Scottish Third Division 2006-2007
La Scottish Third Division 2006-2007 è stata la 13ª edizione del torneo e ha rappresentato la quarta categoria del calcio scozzese.

## Squadre partecipanti
| Squadra            | Città              | Stadio              | Posizione 2005-2006                             |
| ------------------ | ------------------ | ------------------- | ----------------------------------------------- |
| Albion Rovers      | Coatbridge         | Cliftonhill Stadium | 8º posto                                        |
| Arbroath           | Arbroath           | Gayfield Park       | 4º posto                                        |
| Berwick Rangers    | Berwick-upon-Tweed | Shielfield Park     | 2º posto                                        |
| Dumbarton          | Dumbarton          | Boghead Park        | 10º posto in Scottish Second Division 2005-2006 |
| East Fife          | Methil             | Bayview Stadium     | 7º posto                                        |
| East Stirlingshire | Falkirk            | Firs Park           | 10º posto                                       |
| Elgin City         | Elgin              | Borough Briggs      | 5º posto                                        |
| Montrose           | Montrose           | Links Park          | 9º posto                                        |
| Queen's Park       | Glasgow            | Hampden Park        | 6º posto                                        |
| Stenhousemuir      | Stenhousemuir      | Ochilview Park      | 3º posto                                        |

## Classifica finale
|  | Pos. | Squadra            | Pt | G  | V  | N | P  | GF | GS | DR  |
|  | ---- | ------------------ | -- | -- | -- | - | -- | -- | -- | --- |
|  | 1.   | Berwick Rangers    | 75 | 36 | 24 | 3 | 9  | 51 | 29 | +22 |
|  | 2.   | Arbroath           | 70 | 36 | 22 | 4 | 10 | 61 | 33 | +28 |
|  | 3.   | Queen's Park       | 68 | 36 | 21 | 5 | 10 | 57 | 28 | +29 |
|  | 4.   | East Fife          | 67 | 36 | 20 | 7 | 9  | 59 | 37 | +22 |
|  | 5.   | Dumbarton          | 59 | 36 | 18 | 5 | 13 | 52 | 37 | +15 |
|  | 6.   | Albion Rovers      | 48 | 36 | 14 | 6 | 16 | 56 | 61 | −5  |
|  | 7.   | Stenhousemuir      | 44 | 36 | 13 | 5 | 18 | 53 | 63 | −10 |
|  | 8.   | Montrose           | 37 | 36 | 11 | 4 | 21 | 42 | 62 | −20 |
|  | 9.   | Elgin City         | 29 | 36 | 9  | 2 | 25 | 39 | 69 | −30 |
|  | 10.  | East Stirlingshire | 21 | 36 | 6  | 3 | 27 | 27 | 78 | −51 |

Legenda:

      Campione di Third Division e promossa in Second Division
      Ammesse ai play-off per la Second Division
Note:

Tre punti a vittoria, uno a pareggio, zero a sconfitta.

## Play-off promozione
Ai play-off partecipano la 2ª, 3ª e 4ª classificata della Third Division (Arbroath, Queen's Park, East Fife) e la 9ª classificata della Second Division 2006-2007 (Stranraer).

### Semifinali
| Squadra 1    | Totale | Squadra 2 | Andata | Ritorno |
| ------------ | ------ | --------- | ------ | ------- |
| East Fife    | 4 – 2  | Stranraer | 4 – 1  | 0 – 1   |
| Queen's Park | 4 – 1  | Arbroath  | 2 – 0  | 2 - 1   |

### Finale
| Squadra 1    | Totale | Squadra 2 | Andata | Ritorno |
| ------------ | ------ | --------- | ------ | ------- |
| Queen's Park | 7 – 2  | East Fife | 4 – 2  | 3 – 0   |